# Love (조각)

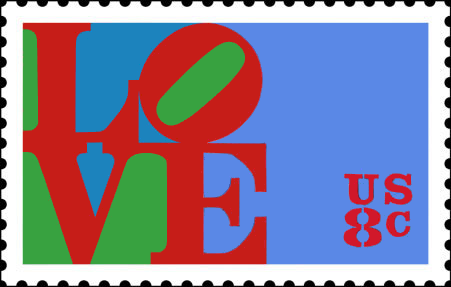
1973년 미국 우표

Love는 미국의 예술가 로버트 인디애나의 팝 아트 이미지다.